# Ending
En el món de l'anime, l'ending és la cançó de tancament d'una sèrie, el tema que s'emet després d'acabar un episodi. Prové de l'anglès, significa literalment "conclusió" o "final".

## Característiques d'un ending
L'ending com l'opening són temes escurçats d'una durada normal, ja que s'ha d'adaptar als temps de la televisió aquest no dura més enllà d'un minut i mig, però els temes en general duren entre tres i quatre minuts. Durant l'emissió del ending s'inclouen imatges que fan referència a la sèrie a la qual pertany, encara que no necessàriament. La seva abreviació és coneguda per les lletres ED.
La cançó d'un ending sol ser interpretat per músics locals, encara que últimament també n'hi ha estrangers.

### El negoci de l'ending
L'ending igual que el opening ha pres gran importància per a una sèrie, tant a nivell comercial, com econòmic.
Una sèrie d'èxit pot treure profit de la seva coneguda música per treure al mercat l'ending com a single, per exemple, que de fet ja ho fan així, convertint-se en un negoci rodó. Aquest CD sol venir amb una versió remix d'aquesta cançó. D'altra banda, al poder escoltar a la ràdio o veure els vídeos dels seus autors, s'aconsegueix la relació que es pretén; recordar la sèrie d'anime. Cal recordar també que aquests dos mercats al Japó mouen milions de iens a l'any.
A banda, que l'ending juntament amb el opening, pot ser el punt de partida per a molts cantants o grups novells que presten els seus temes per a ser exposats en les sèries, les quals s'emeten a nivell nacional, per tant, és en si una plataforma ideal per als nous músics i una forma camuflada que els grups coneguts mantinguin la seva fama.

## Curiositats
Una curiositat dels ending és que generalment són de tall malenconiós, cançons romàntiques o lentes; potser amb la intenció que els oients melancolitzin amb el capítol finalitzat, tot i que hi ha alguns de molt moguts. Aquesta mateixa majoria, tracta sobre temes que tenen a veure amb l'amor.
Darrerament han aparegut endings amb autors coneguts a nivell internacional, com és el cas dels escocesos de Franz Ferdinand que van posar el seu tema "Do you want to" per a l'anime Paradise Kiss. Segons es conta, el vocalista de la banda era fan de la mangaka autora de Paradise Kiss, Ai Yazawa, coneixent, aquest li va prometre que en sortir seva mànega a l'anime, prestaria un tema de la seva banda.
Un altre cas és l'ending de l'anime Ergo Proxy, que ho canta el grup anglès de Radiohead, amb el seu conegut i clàssic tema "Paranoid Android".
Si de remixes es tracta, l'ending d'Evangelion "Fly me to the moon" (cover de Bart Howard) i tema popularitzat per Frank Sinatra a Amèrica, ha tingut infinitat de versions i ha tret al mercat un nombre considerable de discos compactes.
En convencions de manga i anime és freqüent que es realitzin concursos de karaoke, on no manca la notable aparició d'un bon ending cantat per algun otaku.
La tendència en el darrer temps és que els openings i els endings presentin una animació molt sofisticada, estilitzada, d'una fluïdesa increïble; com si utilitzés diferents lents, filtres, angles de càmera, etc.; al "Film" La norma sembla presentar una animació que capti l'atenció del vident i que encengui una "passió" pels personatges de l'anime.

## Llista d'endings
Alguns exemples d'endings són:
- Dearest per Ayumi Hamasaki de Inuyasha
- Broken Wings per Tomoko Tane, ED #01 de Trinity Blood.
- Dancing in the Velvet Moon per Nana Mizuki. ED #01 de Rosario + Vampire.
- 1/3 no Junjou na Kanjou per Siam Shade, ED #06 de Samurai X.
- I'll be your home per Rin Oikawa, ED #01 de Devil May Cry.
- Wind per Akeboshi, ED #01 de Naruto.
- Ima made Nando mo per The Mass Missile, ED #05 de Naruto.
- Himegoto per Silc, de Vandread.
- Boku-tachi wa Tenshi datta per Hironobu Kageyama, ED #02 de Bola de Drac Z.
- Yume Tabibito per Hironobu Kageyama i BROADWAY, ED #02 de Saint Seiya.
- Houkiboshi per Younha, ED #03 de Bleach.
- Sakura Biyori per Mai Hoshimura, ED #10 de Bleach.
- My Tomorrow per AiM, ED de Digimon Tamers.
- Ashita Moshi Kimi ga Kowaretemo per WANDS, ED de Yu Gi Oh!.
- Sayonara Solitaire per Saeko Chiba de Chrno Crusade
- Survive per Saeko Chiba ED #01 de Bokusatsu Tenshi Dokuro-chan
- Sailing Dream per Shinohara Tomoe de dotto Koni-Chan
- Single Bed per Siam Shade de DNA²
- Aluminia per Nightmare ED #01 de Death Note
- Hare Hare Yukai per Aya Hirano de Suzumiya Haruhi no Yūutsu
- Pokettari Monstari, ending #12 de Pokémon
- I Wish, per AiM 1r ending de Digimon Adventure
- I will,de Sowelu ending #04 de fullmetal alchemist